# Фесенко Олександр Ксенофонтович
Олександр Ксенофонтович Фесенко (1885, Київська губернія — розстріляний 19 квітня 1938, Київ) — український радянський діяч, відповідальний секретар Могилів-Подільського, Проскурівського і Мелітопольського окружних комітетів КП(б)У. Кандидат у члени ЦК КП(б)У в листопаді 1927 — червні 1930 р.

## Біографія
Робітник. Член РСДРП з 1904 року.
У 1917 році — член Криворізької Ради робітничих, солдатських і селянських депутатів, з листопада 1917 року — голова продовольчої комісії Криворізької Ради. Один із організаторів Червоної гвардії в Кривбасі. Під час Української Держави в 1918 році — один із керівників підпільної більшовицької групи на Ростковському руднику Кривбасу. Був заарештований гетьманською контррозвідкою, але наприкінці 1918 року вийшов на волю.
У 1919 році — голова виконавчого комітету Криворізької повітової ради Катеринославської губернії, голова Криворізького революційного комітету (ревкому). У 1919—1920 роках — голова Криворізького повітового бюро професійних спілок, голова Криворізької повітової ради народного господарства. Потім — на партійній роботі в місті Кривому Розі.
У 1924—1925 роках — відповідальний секретар Могилів-Подільського окружного комітету КП(б)У.
У 1925—1927 роках — відповідальний секретар Проскурівського окружного комітету КП(б)У.
У 1927—1928 роках — відповідальний секретар Мелітопольського окружного комітету КП(б)У.
З 1929 до 1934 року — заступник голови Всеукраїнського ЦК незаможних селян (ВЦКНС). З 1934 року — на керівній роботі в Народному комісаріаті землеробства Української СРР.
У 1937 році заарештований органами НКВС. 19 квітня 1938 року засуджений до страти. Посмертно реабілітований.